# Sirenia (гурт)
Sirenia (чит. Сайренія) — норвезький симфонічний готик-метал-гурт, заснований Мортеном Веландом у січні 2001 року після виходу із гурту Tristania. Веланд є автором всієї музики та більшості текстів пісень. Пісні гурту представлені мелодійним музичним супроводом, синтезаторами, гітарним дисторшеном, жіночим вокалом, чистим чоловічим вокалом, гроулінгом, хором та скрипками. Тексти пісень зосереджені на тематиці людського існування, емоціях та психічних станах. Веланд виконує музику на електрогітарі, бас-гітарі, акустичній гітарі, шести-, семи- та дванадцятиструнній гітарі, барабанах, фортепіано, синтезаторі. Гурт названий на честь грецьких міфологічних істот сирен, які часто з'являються на обкладинках альбомів гурту, та про які часто згадується у піснях.
Ранішні роботи мають більш меланхолійні тони та більшу кількість гроулінгу. Із приходом каталонської вокалістки Айлін, яка була провідною вокалісткою гурту із 2008 по 2016, пісні стають більш ритмічними. Із 2016 вокалісткою гурту стала французька оперна співачка Еммануель Зольдан, яка до цього була учасницею хору Сайренія (із 2003). Перші три студійні альбоми записані із різними жіночими вокалами (Фабієнна Ґондамін, Генрієтте Бордвік та Моніка Педерсен). Перші два альбоми мають елементи дез/дум-металу; третій—п'ятий альбоми фокусуються на симфонічному готик-металі. У платівках «Perils of the Deep Blue» (2013) та «The Seventh Life Path» (2015) повертаються елементи дум-металу. Платівка 2018 року, «Arcane Astral Aeons», знову побудована на чистому симфонічному готик-металі.
Станом на кінець 2018 гурт випустив 9 студійних альбоми та один мініальбоми. У серпні 2002 вийшов дебютний студійний альбом гурту — «At Sixes and Sevens». За ним вийшли «An Elixir for Existence» (2004) та мініальбом «Sirenian Shores» (2004), «Nine Destinies and a Downfall» (2007), «The 13th Floor» (2009), «The Enigma of Life» (2011), «Perils of the Deep Blue» (2013), «The Seventh Life Path» (2015), «Dim Days of Dolor» (2016) та найновіший альбом «Arcane Astral Aeons» (2018). Гурт випустив 9 синглів та 8 музичні відео. Вокал каталонської вокалістки Айлін присутній у платівках «The 13th Floor» (2009), «The Enigma of Life» (2011), «Perils of the Deep Blue» (2013) та «The Seventh Life Path» (2015); провідний вокал французької вокалістки Еммануель Зольдан присутній у альбомах «Dim Days of Dolor» (2016) та «Arcane Astral Aeons» (2018). Станом на 2018 найуспішнішим альбомом гурту за піковими позиціями на музичних чартах є «Perils of the Deep Blue» (2013).
Із 2002 по 2005 гурт працював із австрійським музичним лейблом Napalm Records, до якого повернувся у 2014, і з яким працює і дотепер. Між 2005 і 2014 колектив Sirenia працював із німецьким музичним лейблом Nuclear Blast.

## Життєпис

### 2001—2003: «At Sixes and Sevens»
У січні 2001 Мортен Веланд покинув гурт Tristania, в якому був вокалістом, гітаристом, основним автором пісень та співзасновником. Через декілька тижнів він заснував новий музичний проект під назвою Masters of Sirenia, назва якого пізніше була зменшена до Sirenia. Працюючи із Tristania для наступного випуску, Веланд мав певний матеріал, який продовжив вдосконалювати для дебютного студійного альбому свого нового гурту — «At Sixes and Sevens». Стиль нового альбому був схожим на жанри альбомів «Widow's Weeds» (1998) та «Beyond the Veil» (1999): готичний метал, дез-метал, блек-метал та класична музика. У музичний супровід лягли тяжкі ударні та баси, ритм-гітара, клавішні (в тому числі чисте фортепіано) та скрипка. Вокальний супровід вирізняється широким різноманіттям: чистий жіночий та чоловічий вокали, гроулінг, скримінг та хорний спів. Тематика пісень зосереджується на традиційній готиці: кохання та ненависть, життя та смерть, меланхолія та гнів.
Закінчивши із підготовленням пісень, Веланд почав шукати музикантів для запису платівки. Першим, хто приєднався до гурту був близький друг Веланда — Крістіан Ґундерсен (гурти New Breed та Elusive), який виконував чистий чоловічий вокал та гітарні партії. На чистий жіночий вокал була запрошена Фабієнна Ґондамін, а на додатковий чистий чоловічий вокал — Ян Кеннет Барквед (гурти Morendoes, Elusive та Tristania). Партії скрипки виконував Пете Йогансен (гурти Tristania, Morgul, The Scarr та The Sins of Thy Beloved). До хору «Сайренія» увійшли Деміан Шуріен, Йоханна Жірод, Гюберт Піаццола та Емілі Лесброс. У листопаді 2001 колектив почав записи дебютного студійного альбому у французькій музичній студії Sound Suite. Оскільки за контрактом із лейблом Napalm Records, — який був активний ще із часів Tristania, — Веланд був вимушений випустити ще два альбоми, поширенням дебютної платівки його нового гурту займався саме він.
Дебютний студійний альбом «At Sixes and Sevens» вийшов у серпні 2002. Платівка отримала позитивні огляди від музичних критиків, отримавши оцінки 93 % від журналу Legacy та 75 % від німецького журналу Rock Hard. Для підтримки альбому було вирішено провести турне по Європі, проте Фабієнна Ґондамін не мала змоги займатися постійним гастролюванням, оскільки жила та працювала у Франції, про що Веланду було відомо із самого початку. Через це він повернувся до Норвегії та почав пошуки нової вокалістки. Після прослуховування декількох кандидатур, новою вокалісткою стала Генрієтте Бордвік. Із оновленим колективом гурт Sirenia розпочав турне по Європі, виступаючи на сцені поряд із такими музичними колективами, як Trail of Tears, Edenbridge, Battlelore та Saltatio Mortis..

### 2004—2006: «An Elixir for Existence»

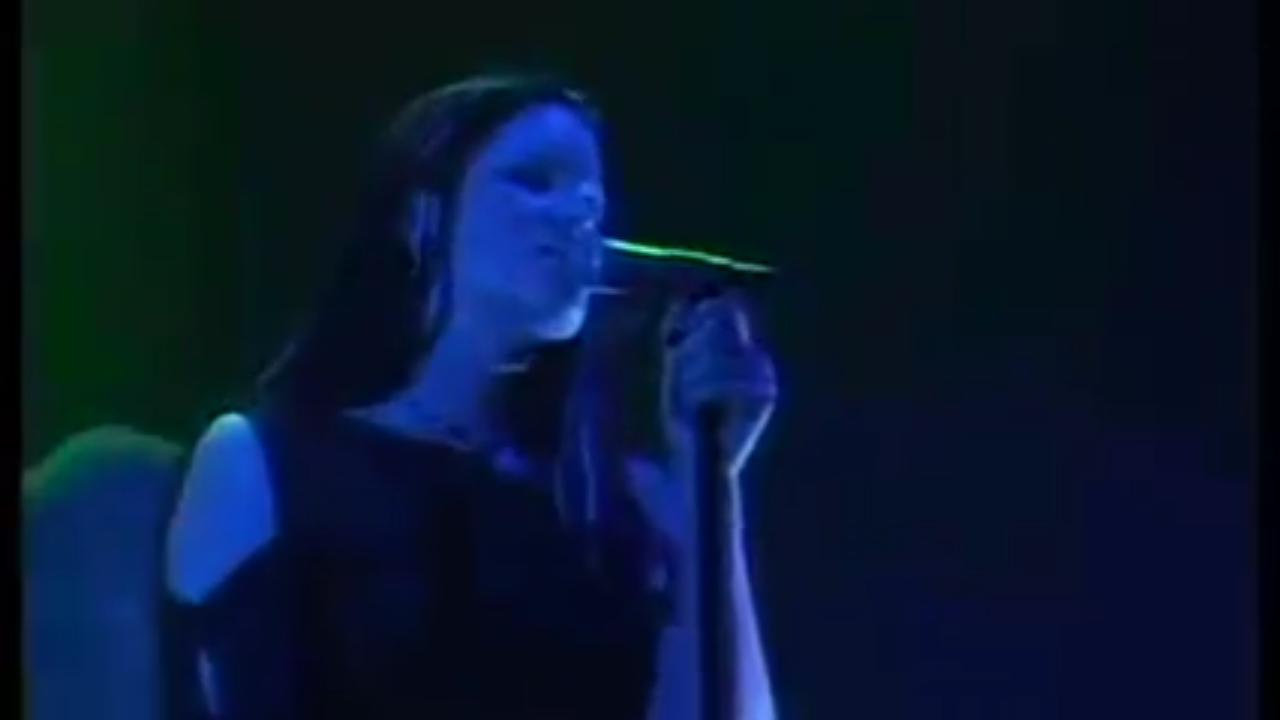
Генрієтте Бордвік на сцені фестивалю Inferno Metal Festival, 2003

Під час європейського турне Веланд розпочав писати нові пісні для наступної платівки. В кінці серпня 2003 разом із Крістіаном Ґундерсеном Веланд повернувся у студію Sound Suite, аби почати запис другого студійного альбому. В цей період до колективу приєдналася скрипачка Анне Вердот, яка замінила Пете Йогансена. До хору «Сайренія» приєдналися Сандрін Гуттебель та Матью Ландрі. На постійне місце ударника в гурт увійшов Джонатан А. Перез (гурт Trail of Tears). Рештою музичних інструментів керував Веланд.
До пісень нового альбому Веланд ужив індивідуальний підхід задля надання кожній композиції персональної атмосфери та відтінку. Від попередньої роботи нова платівка відрізнялася більшою кількістю епічного музичного супроводу та симфонічного аранжування. Після завершення написання музики, до Франції у студію приїхала Генрієтте Бордвік, аби записати вокал. В той же час гурт почав запис композиції для мініальбому «Sirenian Shores», в який входило дві нові пісні, два ремікси та кавер-версія пісні Леонарда Коена.
Навесні 2004 запис платівки та мініальбому завершився. У цей період Ґундерсен покинув Sirenia, щоби приділяти більше уваги своїм гуртам New Breed та Elusive. Тоді ж Джонатан Перез розпочав європейське турне із своїм гуртом Trail of Tears. Оскільки в гурті залишилися лише Веланд та Бордвік, Веланд вирішив запросити ударника Роланда Навратіла (гурти Dignity та Edenbridge) та гітариста Бйорнара Ланду (гурт Deathfare та Artifact).
Другий студійний альбом «An Elixir for Existence» вийшов 3 серпня 2004. Музична критика нової роботи була позитивна, але не настільки тепла в порівнянні із дебютною роботою. Платівка отримала 3.5 із 5 балів від сайту Desibeli.net; 87 % від журналу Legacy; 9.5 із 10 балів від Metal Storm; 75 % від журналу Rock Hard; 8 із 10 зірочок від сайту Imperiumi.net. Новий склад гурту розпочав європейське турне та взяв участь у декількох готик-фестивалях, виступаючи поряд із гуртами Atrocity, Leaves' Eyes, Battlelore, Tiamat, Theatre of Tragedy і Pain. 11 жовтня 2004 вийшов мініальбом «Sirenian Shores».
У травні 2005 гурт підписав контракт із іншим музичним лейблом, Nuclear Blast, оскільки термін періоду роботи із Napalm Records завершився. У листопаді 2005 вокалістка Генрієтте Бордвік покинула гурт, посилаючись на персональні причини.

### 2006—2007: «Nine Destinies and a Downfall»

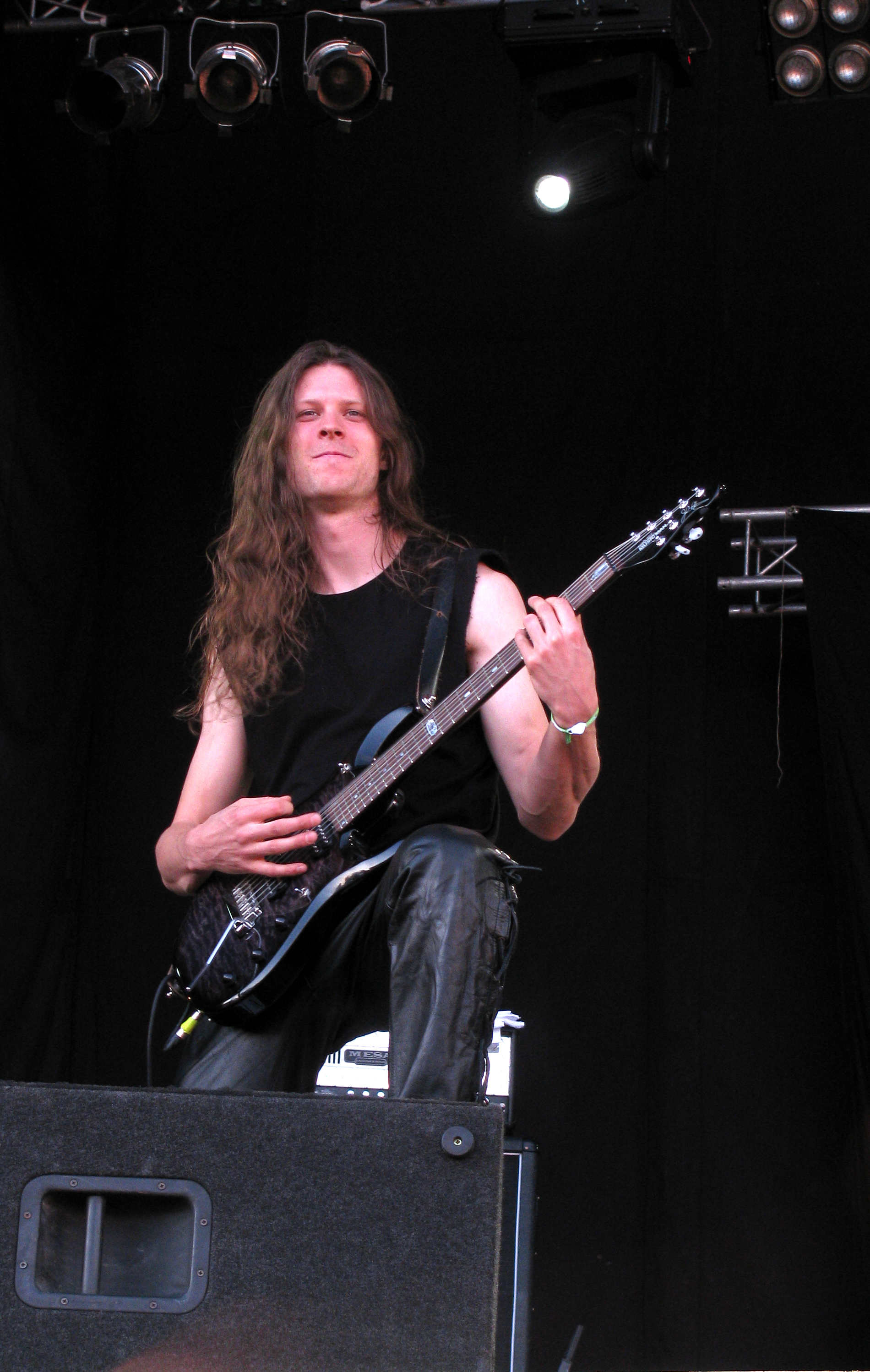
Майкл С. Крумінс на сцені під час концерту на фестивалі Global East Rock Festival, 2010

До того як гурт розпочав пошуки нової вокалістки, Моніка Педерсен покинула данський прогресивний/готик-метал-гурт Sinphonia, оскільки їх демо-запис не отримав очікуваних відповідей від музичних лейблів. В результаті цього гурт вирішив розійтися та зайнятися іншими проектами. В цей же період гурт Nightwish шукав заміну Тар'ї Турунен, на що Моніка Педерсен відправила свою заяву на прослуховування. Не отримавши відповіді та продовжуючи переглядати інші варіанти, вона знайшла вільну вакансію вокалістки гурту Sirenia і відправила запит до Веланда. Він зацікавився її кандидатурою і запросив Педерсен на прослуховування, яке вона пройшла і у квітні 2006 була прийнята до гурту.
Як і для попередніх робіт, Веланд самостійно написав всю музику та тексти пісень, проте новий альбом дещо відрізнявся від останніх двох матеріалів. Весь провідний вокал перейшов виключно на жіночий, а чоловічий залишився лише у хоровому супроводі. Музика стала більш ритмічною, а жанр перейшов у чистий симфонічний готичний метал, остаточно відійшовши від дум- та дез-металу. Із 17 липня по 1 жовтня 2006 відбувалися студійні записи до третього альбому, які, окрім як у французькій студії Sound Suite, також проходили у норвезькій Jailhouse та у данській Antfarm. У січні 2007 вийшов перший сингл нової платівки — «My Mind's Eye», до якого також було знято музичне відео. Пізніше музичне відео було знято до композиції «The Other Side», хоча вона і не стала офіційним синглом.
23 лютого 2007 гурт випустив свій третій студійний альбом «Nine Destinies and a Downfall». Він став першим альбомом, який випускався під дистрибуцією лейблу Nuclear Blast. Зі своїм третім альбомом, Sirenia вперше потрапила на музичні чарти різних європейських країн. Платівка досягла 134 місця французького чарту, 54 місця німецького чарту та 85 місця швейцарського чарту. Сингл «My Mind's Eye» досяг першого місця грецького пісенного чарту, на піку якого перебував декілька послідовних тижнів.
5 листопада 2007 Моніка Педерсен покинула гурт, посилаючись на різницю у поглядах на музичне майбутнє. Через цю ситуацію гурт був вимушений відмовитися від європейського гастролювання із гуртом Therion.

### 2008—2009: «The 13th Floor», прихід Айлін

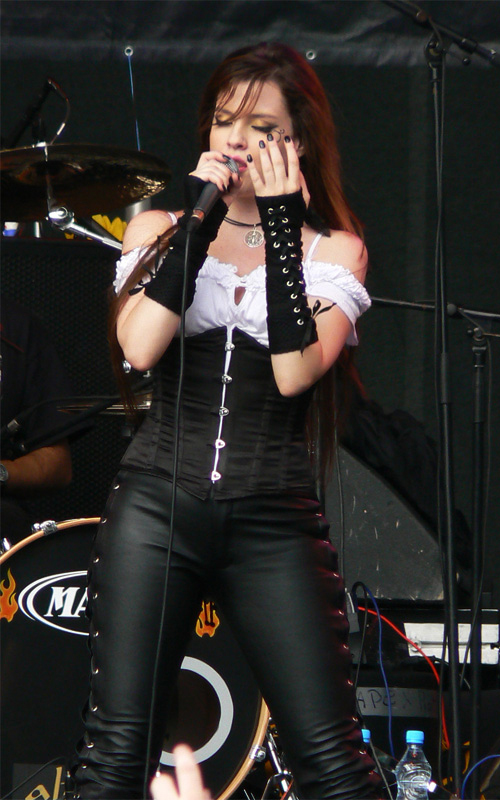
Айлін, 2008

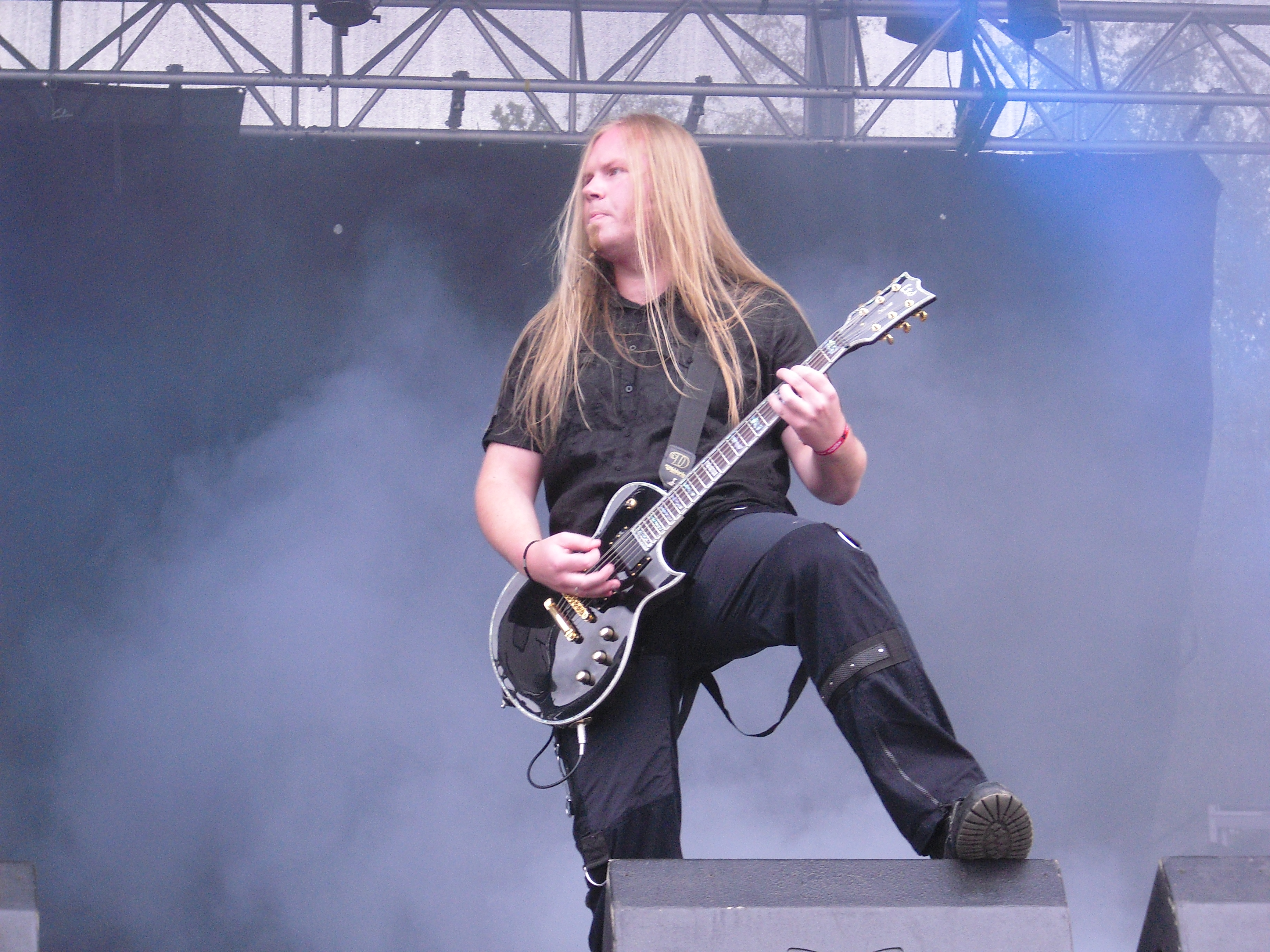
Мортен Веланд на сцені під час концерту на фестивалі Global East Rock Festival, 2009

У листопаді 2007 на офіційному сайті гурту було розміщено повідомлення про пошук нової вокалістки. Через прослуховування було пройдено біля 500 претенденток, а сам процес зайняв майже 6 місяців. Веланд прагнув знайти вокалістку із європейського регіону, аби полегшити процес роботи. 9 квітня 2008 гурт Sirenia повідомив про затвердження каталонської вокалістки і учасниці іспанського реаліті-шоу X Factor Айлін. Співачка, яка народилася під іменем Пілар Хіме́нес Гарсія у Барселоні, почала співати з одинадцяти років і з вісімнадцяти займалася професійним співом. На гурт Sirenia наштовхнулася випадково і вирішила подати заявку на прослуховування. Відповідь отримала майже зразу, оскільки сподобалася Веланду і той запросив її у Норвегію на прослуховування, яке проходило у двох стадіях: студійне вокальне та живе із усім колективом.
19 травня 2008 було повідомлено, що Бйорнар Ланда покинув гурт, аби приділити більше часу родині та навчанню. На його місце прийшов гітарист Майкл С. Крумінс (гурти Natt, Green Carnation, Trail of Tears). 12 червня 2008 гурт Sirenia повідомив, що вперше за історію існування найняв бас-гітариста для концертних виконань, яким став Крістіан Олав Торп. У липні 2008 почалися записи нового альбому гурту. За час пошуку нової вокалістки Веланд написав майже всі пісні до нового альбому, тому вся робота в основному проводилася у студії при записах. Студійні роботи проходили у французькій студії Sound Suite та норвезькій студії Stargoth. Процес міксингу та мастерингу пройшов у данській студії Antfarm разом зі музичним продюсером Тюдом Мадсеном. Джонатан Перез не брав участь у записі нової платівки і залишався концертним виконавцем, оскільки Веланд самостійно запрограмував ударні партії в нових композиціях. Партії скрипки були виконані французькою скрипачкою Стефані Валентин. Для запису дев'ятої композиції альбому приєднався Ян Кеннет Барквед, котрий виконав партію чистого чоловічого вокалу.
26 грудня 2008 вийшов перший сингл від платівки — «The Path to Decay», пізніше вийшло музичне відео до пісні. 23 пісня 2008 вийшов четвертий студійний альбом «The 13th Floor». Платівка досягла 127 місця французького чарту, 87 місця німецького чарту та 67 місця швейцарського чарту. Після завершення періоду із інтерв'юванням щодо нового альбому, гурт розпочав турне по країнам південної та східної Європи, включаючи Іспанію, Молдову, Україну, Польщу та Росію. Через декілька місяців опісля гурт розпочав нове велике турне The Beauty and the Beast Festival, яке проходило разом із такими гуртами, як Leaves' Eyes, Atrocity, Elis та Stream of Passion. Через народження дитини Джонатан Перез не зміг узяти участь у цьому турне і був замінений ударником Роландом Навратілом, який вже мав досвід роботи із Sirenia.

### 2010—2011: «The Enigma of Life»

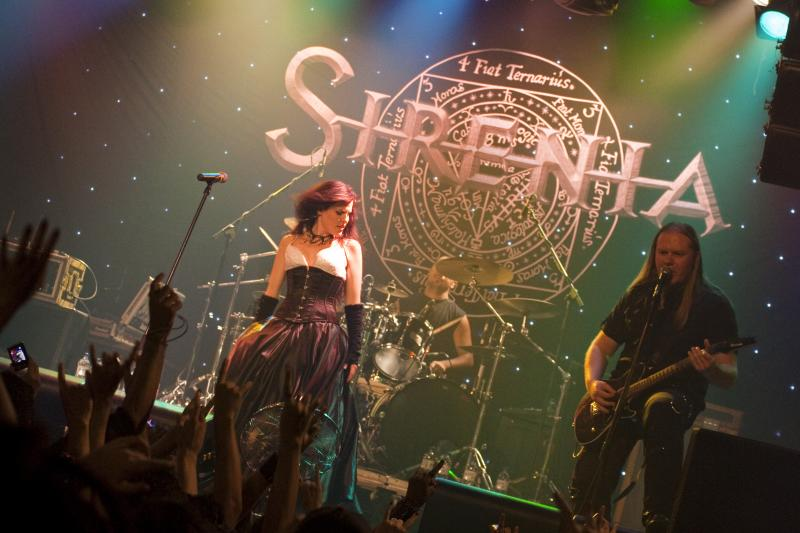
Айлін та Мортен Веланд на сцені під час концерту, 2010

8 липня 2010 гурт повідомив, що почав запис свого нового альбому. Записи закінчилися у листопаді 2010. 21 грудня 2010 вийшов перший сингл від нової платівки — пісня «The End of It All»; 5 січня 2011 вийшло музичне відео до композиції.
21 січня 2011 гурт випустив свій п'ятий студійний альбом «The Enigma of Life». В новому альбомі вперше з'явилися пісні на іспанською мовою: «El Enigma De La Vida» (іспаномовна версія «The Enigma of Life») та «Oscura Realidad» (іспаномовна версія «This Darkness»). Платівка досягла 73 місця німецького чарту та 53 місця швейцарського чарту. 19 квітня 2011 стало відомо, що гітарист Майкл Крумінс покинув гурт.

### 2012—2013: «Perils of the Deep Blue»
16 жовтня 2012 колектив Sirenia оголосив про початок студійного запису свого наступного альбому, який має вийти на початку 2013. За словами гурту, альбом має мати дещо нове звучання і мати декілька сюрпризів: «Прогрес роботи над новим альбомом просувається дуже добре: ми впевнені, що шостий альбом Sirenia буде мати декілька неочікуваних, але приємних сюрпризів, оскільки ми хочемо зробити цей матеріал дещо відмінним від попередніх альбомів».
13 квітня 2013 на своїй сторінці на Facebook гурт оголосив назву свого нового альбому: Perils of the Deep Blue. 10 травня 2013 вийшов перший сингл від нової платівки — «Seven Widows Weep», а дещо пізніше — музичне відео до пісні. 28 червня 2013 відбувся реліз шостого студійного альбому «Perils of the Deep Blue». Платівка містить композицію на норвезькій мові: «Stille kom døden». До музичного напрямку альбому повернулися елементи дум-металу. Платівка вперше за історію гурту зайшла до американського музичного чарту, посівши 20 місце чарту Top Heatseekers та 97 місце чарту Top Hard Rock Albums. Альбом також вперше за історію гурту зайшов до британського чарту UK Rock Chart, досягнувши 11 місця. Серед європейських чартів платівка посіла 136 місце французького чарту, 50 місця німецького чарту, 43 місця швейцарського чарту, 89 місця валлонського чарту та 98 місце фландрійського чарту.

### 2014—2016: «The Seventh Life Path», відхід Айлін
3 квітня 2014 гурт повідомив про повернення до співпраці із лейблом Napalm Records та про випуск нового альбому на початку 2015. 10 лютого 2015 гурт Sirenia оголосив про назву своєї нової роботи: The Seventh Life Path. 12 березня 2015 гурт повідомив на своїй сторінці на Facebook, що компанія Nightwatcher Films підписала із Sirenia контракт по використанню пісні «Ducere Me In Lucem» (із альбому «Perils of the Deep Blue») в якості саундтреку. Пісня має стати тематичною відкриваючою композицією кінострічки Abandoned Dead, котра вийде у січні 2016.
8 травня 2015 вийшов сьомий студійний альбом — «The Seventh Life Path». Того ж дня вийшов перший сингл платівки: композиція «Once My Light». Пізніше вийшло музичне відео до синглу. Для композиції «Elixir» із нового альбому був запрошений Йоакім Неас, який виконав партію чистого чоловічого вокалу. Платівка посіла 68 місця німецького чарту, 77 місця швейцарського чарту, 122 місця валлонського чарту, 198 місце фландрійського чарту та 18 місце американського чарту Top Heatseekers.
5 липня 2016 гурт Sirenia повідомив, що після 8-річної співпраці колектив на дружніх стосунках розходиться із співачкою Айлін, але робота над новим альбомом буде просуватися далі без зупинок. Того ж дня Айлін написала заяву із запереченням повідомлення Sirenia про дружне розлучення, і що це рішення не було з нею обговорено, а сама вона ніяким чином не брала участі в обговореннях.

### 2016—2018: «Dim Days of Dolor», провідний вокал Еммануель Зольдан
29 серпня 2016 гурт Sirenia розкрив назву свого наступного студійного альбому — Dim Days of Dolor. 8 вересня 2016 гурт повідомив, що новою вокалісткою Sirenia стала Еммануель Зольдан, — французька мецо-сопрано із Екс-ан-Прованс, — яка працювала із гуртом протягом 13 років, входячи в склад хору Сайренія. Вона виконувала провідний жіночий вокал у кавер-версії пісні Леонарда Коена «First We Take Manhattan» у мініальбомі «Sirenian Shores» (2004).
7 жовтня 2016 вийшов перший сингл нового альбому — пісня «The 12th Hour». 11 листопада гурт випустив свій восьмий студійний альбом «Dim Days of Dolor». Того ж дня вийшов другий сингл від альбому: композиція «Dim Days of Dolor»; у ту ж добу вийшло музичне відео до пісні. Платівка посіла 89 місця швейцарського чарту, 150 місця валлонського чарту, 34 місце британського чарту UK Rock Chart та 25 місце американського чарту Top Hard Rock Albums. У травні 2017 гурт Sirenia провів своє перше в історії турне по США та Канаді, виступаючи поряд із гуртами Arkona та MindMaze.
У жовтні 2017 перед європейським турне до гурту приєднався французький гітарист Нільс Курбарон, який замінив Яна Еріка Солтведта, який більше не працював із Sirenia. У листопаді 2017 ударник Джонатан Перез, який був із Sirenia із 2003, покинув гурт та офіційно приєднався до гурту Green Carnation. На його місце Веланд тимчасово поставив австрійського ударника Роланда Навратіла, який вже двічі виручав його у подібних умовах у 2004—2005 та 2009.
2-3 лютого 2018 гурт Sirenia повернувся до Північної Америки для двох виступів на концерті фестивалю хеві-метал музики 70000 Tons of Metal, в якому брали участь безліч інших хеві-метал-гуртів світу. У квітні 2018 гурт Sirenia ще раз провів турне по Північній Америці із канадським метал-гуртом Threat Signal; з ними також виступали такі гурти, як Valinor Excelsior, Graveshadow, Niviane та Dire Peril.

### 2018–дотепер: «Arcane Astral Aeons»
14 серпня 2018 гурт оголосив назву свого дев'ятого студійного альбому — «Arcane Astral Aeons», та повідомив про європейське турне, яке розпочнеться восени 2018. 21 вересня 2018 вийшов перший сингл до нового альбому — пісня «Love Like Cyanide», в якій присутній чоловічий вокал Яніса Пападопулоса із гурту Beast In Black. 12 жовтня 2018 вийшов другий сингл від альбому «Into the Night», а 19 жовтня — музичне відео до пісні. 26 жовтня 2018 вийшла дев'ята платівка гурту «Arcane Astral Aeons».

## Музичний стиль
Музичний стиль гурту Sirenia поєднує в собі комбінацію готичного металу і симфонічного металу із елементами класичної музики та дез-металу. Відмінність гурту полягає в тому, що засновник Мортен Веланд самостійно записав майже всі музичні інструменти та написав майже всі тексти пісень.
Вокал композицій Sirenia відображає меланхолійні відтінки, які характеризуються глибоким гроулінгом та атмосферним жіночим вокалом. Тематика пісень відражає страждання, кохання та ненависть, смерть та безодню людської психіки.
Перші дві роботи гурту — «At Sixes and Sevens» (2002) та «An Elixir for Existence» (2004) — виконані в традиційному стилі альбомів гурту Tristania «Widow's Weeds» (1998) та «Beyond the Veil» (1999), маючи довгі хорові проходи та важливе місце скрипки у музичному супроводі. Третій альбом «Nine Destinies and a Downfall» (2007) разюче відрізняється від своїх попередників. Жіночий вокал переходить на передню лінію, а кількість гроулінгу стає значно меншою. Самі пісні є більш чистими та будуються по стандартній куплетно-приспівній схемі; гітарні рифи починають переважати над партіями скрипки.
Із часом композиції гурту почали відходити від класичної музики та переходити до категорії сучасного симфонічного металу, що, з точки зору музичних критиків, спровокувало певні негативні реакції. Альбом «Perils of the Deep Blue» (2013) був позитивно відмічений за своє важче звучання та за краще розроблений вокал Айлін.

## Склад

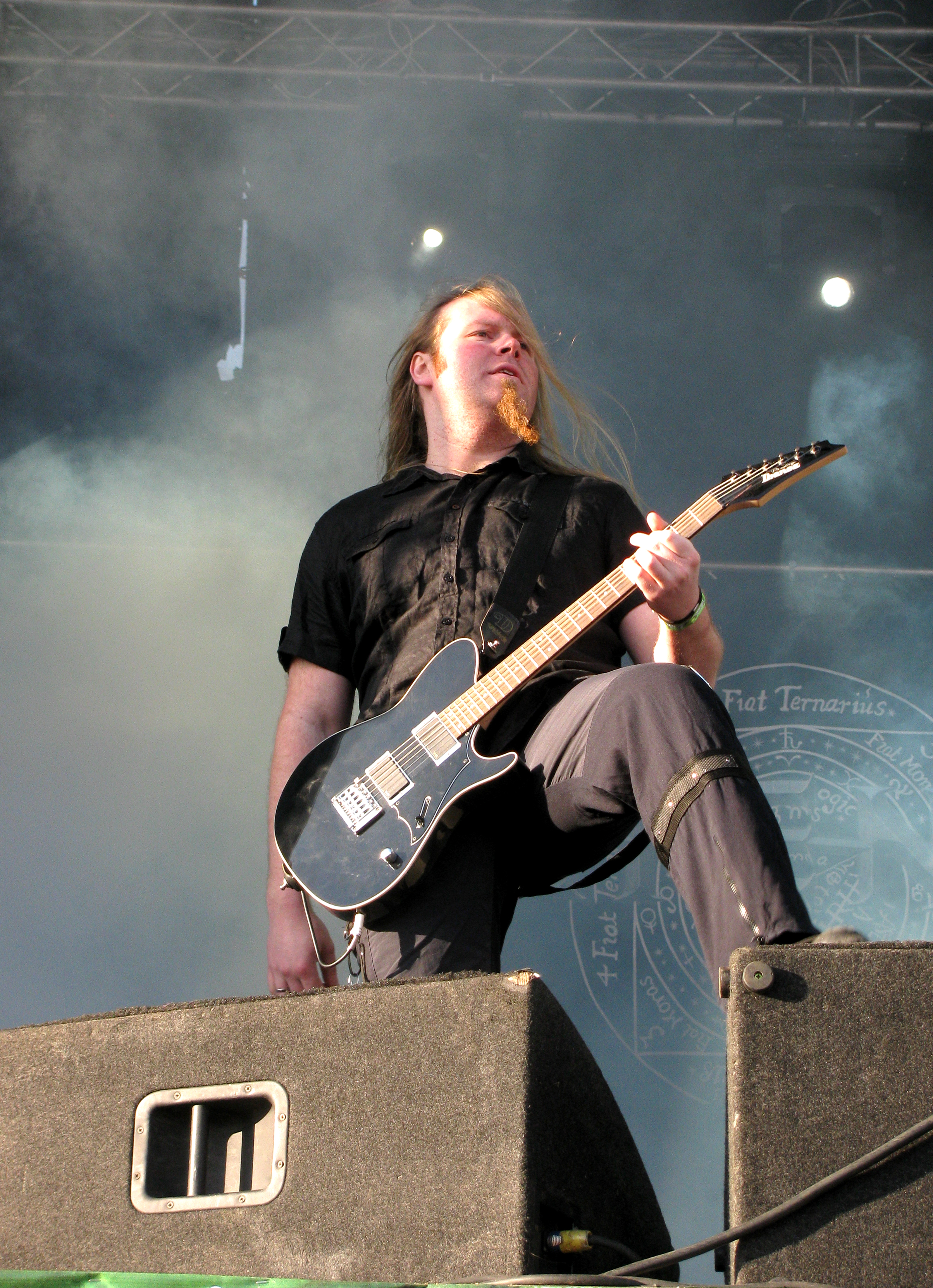
Мортен Веланд

### Поточний склад
- Мортен Веланд — композитор, ґроулінг, гітара, бас-гітара, клавішні, ударні (2001—дотепер)
- Еммануель Зольдан — жіночий вокал (2016-дотепер), учасниця хору (із 2003)

### Колишні учасники
- Айлін — жіночий вокал (2008—2016)
- Моніка Педерсен — жіночий вокал (2006—2007)
- Генрієтте Бордвік — жіночий вокал (2003—2005)
- Крістіан Ґундерсен — гітари та чистий чоловічий вокал (лише на концертах) (2001—2004)
- Майкл С. Крумінс — гітари та гроулінг (лише на концертах) (2008—2011)

### Концертні учасники
- Ян Ерік Солтведт — гітари (2011—дотепер)
- Нільс Курбарон — гітари (2018-дотепер)

### Колишні концертні учасники
- Бйорнар Ланда — гітари (2006—2008)
- Крістіан Олав Торп — бас-гітара (2008)
- Роланд Навратіл — ударні (2004—2005, 2009, 2017)
- Джонатан А. Перез — ударні (2003—2017)

### Хор «Сайренія»
- Деміан Шуріен — студійний хор (2001-дотепер)
- Матью Ландрі — студійний хор (2003-дотепер)
- Емілі Берну — студійний хор (2012-дотепер)

### Колишні учасники хору «Сайренія»
- Йоханна Жірод — студійний хор (2001—2004)
- Гюберт Піаццола — студійний хор (2001—2004)
- Емілі Лесброс — студійний хор (2001—2010)
- Сандрін Гуттебель — студійний хор (2003—2010)

### Сесійні учасники
- Фабієнна Ґондамін — жіночий вокал (2001—2002)
- Пете Йогансен — скрипка (2001—2002)
- Анне Вердот — скрипка (2003—2004)
- Ян Кеннет Барквед — чистий чоловічий вокал (2001—2002, 2008; помер 2009)
- Стефані Валентайн — скрипка (2008—2010)
- Хуакім Несс — чистий чоловічий вокал (2012—2014)

### Часова лінія
Не вдається зібрати вхід EasyTimeline:

Timeline generation failed: 8 errors found

Line 6: TimeAxis = orientation: horizontal format: yyyy

- TimeAxis definition incomplete. No value specified for attribute 'orientation'.

Line 7: Legend = orientation: vertical position: bottom columns:3

- TimeAxis definition incomplete. No value specified for attribute 'horizontal'.

Line 8: ScaleMajor = increment:2 start:2001

- TimeAxis definition incomplete. No value specified for attribute 'format'.

Line 9: ScaleMinor = increment:1 start:2002

- TimeAxis definition incomplete. No value specified for attribute 'yyyy'.

Line 22: BackgroundColors = bars: bars

- BackgroundColors definition incomplete. No value specified for attribute 'bars'.

Line 23: LineData =

- BackgroundColors definition incomplete. No value specified for attribute 'bars'.

Line 24:  layer:back color:studio

- New command expected instead of data line (= line starting with spaces). Data line(s) ignored.

```
 

```

Line 61: PlotData=

- PlotData invalid. No (valid) command 'TimeAxis' specified in previous lines.

## Дискографія

### Студійні альбоми
| At Sixes and Sevens                                 | - Випущений: 13 серпня 2002 - Лейбл: Napalm        | —   | —   | —   | —  | —  | —  | —  | —  |            |
| An Elixir for Existence                             | - Випущений: 3 серпня 2004 - Лейбл: Napalm         | —   | —   | —   | —  | —  | —  | —  | —  |            |
| Nine Destinies and a Downfall                       | - Випущений: 23 лютого 2007 - Лейбл: Nuclear Blast | —   | —   | 134 | 54 | 85 | —  | —  | —  |            |
| The 13th Floor                                      | - Випущений: 23 січня 2009 - Лейбл: Nuclear Blast  | —   | —   | 127 | 87 | 67 | —  | —  | —  | - : 500+   |
| The Enigma of Life                                  | - Випущений: 21 січня 2011 - Лейбл: Nuclear Blast  | —   | —   | —   | 73 | 53 | —  | —  | —  | - : 730+   |
| Perils of the Deep Blue                             | - Випущений: 28 червня 2013 - Лейбл: Nuclear Blast | 98  | 89  | 136 | 50 | 43 | 11 | 20 | 97 | - : 1,560+ |
| The Seventh Life Path                               | - Випущений: 8 травня 2015 - Лейбл: Napalm         | 198 | 122 | —   | 68 | 77 | —  | 18 | —  | - : 1,300+ |
| Dim Days of Dolor                                   | - Випущений: 11 листопада 2016 - Лейбл: Napalm     | —   | 150 | —   | —  | 89 | 34 | —  | 25 |            |
| Arcane Astral Aeons                                 | - Випущений: 26 жовтня 2018 - Лейбл: Napalm        | 131 | 150 | —   | —  | 80 | —  | —  | —  |            |
| Riddles, Ruins & Revelations                        | - Випущений: 12 лютого 2021 - Лейбл: Napalm        | —   | —   | —   | 89 | 18 | —  | —  | —  |            |
| «—» вказує випуск альбому, який не увійшов на чарт. |                                                    |     |     |     |    |    |    |    |    |            |

### Мініальбоми
- Sirenian Shores (2004)

### Сингли
- My Mind's Eye (2007)
- The Path to Decay (2009)
- The End of It All (2011)
- Seven Widows Weep (2013)
- Once My Light (2015)
- The 12th Hour (2016)
- Dim Days of Dolor (2016)
- Love Like Cyanide (2018)
- Into the Night (2018)
- Addiction No. 1 (2020)
- We Come to Ruins (2021)
- Voyage, voyage (2021)

### Відеокліпи
- My Mind's Eye (2007)
- The Other Side (2007)
- The Path to Decay (2008)
- The End of It All (2011)
- Seven Widows Weep (2013)
- Once My Light (2015)
- Dim Days of Dolor (2016)
- Into the Night (2018)
- Addiction No. 1 (2020)
- Voyage, voyage (2021)